# Естерхази торта
Естерхази торта (мађ. Esterházy-torta)  је  позната мађарска торта. Име је добила по кнезу Галанта, Палу III Анталу Естерхазију (1786–1866), припаднику династије Естерхази и дипломати Аустријског царства. Торту су осмислили будимпештански посластичари крајем 19. века,  и убрзо је постала једна од најпознатијих у земљама Аустроугарске монархије.

## Припрема
Постоји много различитих варијанти овог рецепта.
Најраспрострањенија варијанта састоји се од четири, пет или шест кора од млевених бадема, филованих кремом од путера зачињеног коњаком или ванилом. 
Торта се облаже белим фонданом и украшава карактеристичним шаром који чине чоколадне пруге. Може бити украшена и каандираним воћем.
У Мађарској су оригинални бадеми у потпуности замењени орасима. Постоји и варијанта са лешницима.
Популарна варијанта су и Естерхази шните. Док је торта увек округлог облика, шните се праве у квадратном облику. 